# Ołeh Szandruk
Ołeh Mykołajowycz Szandruk, ukr. Олег Миколайович Шандрук (ur. 30 stycznia 1983 we wsi Smyha, w obwodzie rówieńskim) – ukraiński piłkarz, grający na pozycji obrońcy lub pomocnika, trener piłkarski.

## Kariera piłkarska

### Kariera klubowa
Wychowanek Internatu Sportowego klubu Temp Szepietówka, w którym występował w juniorskich mistrzostwach Ukrainy (DJuFL). W 2000 rozpoczął karierę piłkarską w farm klubie Wołyń Łuck. Potem został zaproszony do Szachtara Donieck, ale bronił barw trzeciej i drugiej drużyny. Na początku 2006 przeniósł się do Arsenału Kijów, a 19 marca 2006 debiutował w podstawowej jedenastce w Wyższej Lidze w meczu z Tawriją Symferopol. W czerwcu 2006 podpisał 3-letni kontrakt z Czornomorcem Odessa. W czerwcu 2010 powrócił do Wołyni Łuck. Po pierwszym meczu, zakończonym porażką na własnym boisku 0:4 klub anulował kontrakt z piłkarzem. Wtedy okazał się w PFK Sewastopol. Ale już w lutym 2012 powrócił do Wołyni Łuck. Po zakończeniu sezonu 2012/13 opuścił łucki klub.

## Kariera trenerska
W lipcu 2015 rozpoczął karierę szkoleniowca. Pierwszym jego klubem został amatorski zespół ODEK Orżew. Od 7 sierpnia 2018 pełnił funkcje głównego trenera Weresu Równe.